# Sim Yunkyung
Sim Yunkung (Hangul: 심윤경) es una escritora coreana.

## Biografía
Sim Yunkung nació en 1972 en Seúl, Corea del Sur. Se graduó de biología molecular en la Universidad Nacional de Seúl, donde también hizo los estudios de posgrado. Su carrera como escritora empezó de forma informal después de casarse y tener un hijo, cuando empezó un blog sobre su bebé en Internet mientras vivía una vida corriente como madre. Después debutó en el año 2002 cuando ganó el 7º premio literario Hankyoreh por su novela Mi hermoso jardín y se embarcó en una vistosa carrera literaria.

## Obra
Ambientada entre 1977 y 1981, Mi hermoso jardín retrata el crecimiento emocional de un niño disléxico llamado Dong-gu. Las revueltas políticas durante este periodo: el asesinato del presidente Park Chung-hee, el golpe de Estado militar de 1980 y el movimiento de democratización de Gwanju, son vistos a través de Dong-gu, que vive en un barrio cerca de la residencia presidencial. Su segunda novela Cambio de luna está ambientada en Andong, en la provincia de Gyeongsang del Norte, que es un lugar prototípico del patriarcado tradicional. También escribió una recopilación de historias enlazadas, La gente de Sorabol, donde retrata a figuras históricas importantes de hace más de mil años de forma erótica y grotesca.

Una de las características de su ficción es la tendencia a los finales trágicos. En Mi hermoso jardín, la hermana menor de Dong-gu muere en un accidente que él provoca involuntariamente, y después el profesor que se hace amigo de Dong-gu desaparece durante el levantamiento de Gwangju. En Cambio de luna, Sangryong sacrifica su propia vida cuando descubre un terrible secreto de su familia. En su tercera novela, El amor de Yi Hyeon, Yi Hyeon se casa con Yi Jin a pesar de la oposición, pero la historia termina de forma trágica con la muerte de Yi Jin.
En vez de basarse en su experiencia personal, usa su imaginación y las investigaciones para conseguir una ficción vívida y creíble. Su habilidad para transformar la información en personajes y situaciones auténticas es tan buena que mucha gente piensa que Mi jardín secreto es una obra autobiográfica, e incluso los críticos, después de leer Cambio de luna se sorprenden al saber que la autora ha pasado toda su vida en Seúl.

## Obras en coreano (lista parcial)
Novelas
- Mi hermoso jardín (2002)
- Cambio de luna (2004)
- El amor de Yi Hyeon (2006)
- El amor corre (2012)

Historias entrelazadas
- La gente de Sorabol (2008).

## Premios
- Premio literario Hankyoreh (한겨레문학상, 2002)
- Premio literario Muyeong (무영문학상, 2005)